# New-York-City-Marathon 2004
Der New-York-City-Marathon 2004 (offiziell: ING New York City Marathon 2004) war die 35. Ausgabe der jährlich stattfindenden Laufveranstaltung in New York City, Vereinigte Staaten. Der Marathon fand am 7. November 2004 statt.
Bei den Männern gewann Hendrick Ramaala in 2:09:28 h und bei den Frauen Paula Radcliffe in 2:23:10 h.

## Ergebnisse

### Männer
| Platz | Athlet                   | Land                         | Zeit (h) |
| ----- | ------------------------ | ---------------------------- | -------- |
| 01    | Hendrick Ramaala         | Südafrika                    | 2:09:28  |
| 02    | Meb Keflezighi           | Vereinigte Staaten           | 2:09:53  |
| 03    | Timothy Cherigat         | Kenia                        | 2:10:00  |
| 04    | Patrick Tambwé           | Demokratische Republik Kongo | 2:10:11  |
| 05    | Benson Kipchumba Cherono | Kenia                        | 2:11:23  |
| 06    | Christopher Cheboiboch   | Kenia                        | 2:12:34  |
| 07    | John Kagwe               | Kenia                        | 2:12:35  |
| 08    | Paul Kiprop Kirui        | Kenia                        | 2:14:04  |
| 09    | Ryan Shay                | Vereinigte Staaten           | 2:14:08  |
| 10    | Ottaviano Andriani       | Italien                      | 2:14:51  |

### Frauen
| Platz | Athletin          | Land                   | Zeit (h) |
| ----- | ----------------- | ---------------------- | -------- |
| 01    | Paula Radcliffe   | Vereinigtes Königreich | 2:23:10  |
| 02    | Susan Chepkemei   | Kenia                  | 2:23:13  |
| 03    | Ljubow Denissowa  | Russland               | 2:25:18  |
| 04    | Margaret Okayo    | Kenia                  | 2:26:31  |
| 05    | Jeļena Prokopčuka | Lettland               | 2:26:51  |
| 06    | Luminita Zaituc   | Deutschland            | 2:28:15  |
| 07    | Lornah Kiplagat   | Kenia                  | 2:28:21  |
| 08    | Larisa Zousko     | Russland               | 2:29:32  |
| 09    | Madaí Pérez       | Mexiko                 | 2:29:57  |
| 10    | Kerryn McCann     | Australien             | 2:32:06  |